# 瓜比茹
瓜比茹是巴西南大河州的一个市镇。总面积148.393平方公里，总人口1669人，人口密度11.2人/平方公里。